# Resolución 174 del Consejo de Seguridad de las Naciones Unidas
La resolución 174 del Consejo de Seguridad de las Naciones Unidas fue aprobada unánimemente el 12 de septiembre de 1962, tras haber examinado la petición de Jamaica para poder ser miembro de las Naciones Unidas. El Consejo recomendó a la Asamblea General la aceptación de Jamaica como miembro.